# Årets unga spelare i Serie A i fotboll
Årets unga spelare i Serie A är en årlig utmärkelse organiserad av Associazione Italiana Calciatori (italienska fotbollsspelarförbundet) som ges till den bästa unga proffsfotbollsspelaren i Serie A. Utmärkelsen är en del av Oscar del Calcio.

## Vinnare genom åren
| Säsong    | Spelare            | Klubb             |
| --------- | ------------------ | ----------------- |
| 1996/1997 | Filippo Inzaghi    | Atalanta/Juventus |
| 1997/1998 | Alessandro Nesta   | Lazio             |
| 1998/1999 | Francesco Totti    | Roma              |
| 1999/2000 | Roberto Baronio    | Reggina/Lazio     |
| 2000/2001 | Antonio Cassano    | Bari/Roma         |
| 2001/2002 | Matteo Brighi      | Bologna/Parma     |
| 2002/2003 | Antonio Cassano    | Roma              |
| 2003/2004 | Alberto Gilardino  | Parma             |
| 2004/2005 | Giampaolo Pazzini  | Fiorentina        |
| 2005/2006 | Daniele De Rossi   | Roma              |
| 2006/2007 | Riccardo Montolivo | Fiorentina        |
| 2007/2008 | Marek Hamšík       | Napoli            |
| 2008/2009 | Alexandre Pato     | Milan             |
| 2009/2010 | Javier Pastore     | Palermo           |